# Seligpreisung
Seligpreisung – czwarty album studyjny niemieckiego zespołu krautrockowego Popol Vuh, wydany nakładem wytwórni fonograficznej Kosmische Musik w 1973 roku.

## Lista utworów
Opracowano na podstawie materiału źródłowego.
Muzykę i słowa napisał Florian Fricke. Podstawą dla tekstów była Ewangelia Mateusza.

Wydanie LP:
Strona A:
| Nr | Tytuł utworu                                                                                            | Długość |
| -- | --- | ------- |
| 1. | „Selig sind, die da hungern. Selig sind, die da dürsten nach Gerechtigkeit. Ja, sie sollen satt werden” | 5:59    |
| 2. | „Tanz der Chassidim”                                                                                    | 3:12    |
| 3. | „Selig sind, die da hier weinen. Ja, sie sollen später lachen”                                          | 5:07    |
|    | | 14:18   |

Strona B:
| Nr | Tytuł utworu                                                          | Długość |
| -- | --------------------------------------------------------------------- | ------- |
| 1. | „Selig sind, die da willig arm sind. Ja, ihrer ist das Himmelreich”   | 3:10    |
| 2. | „Selig sind, die da Leid tragen. Ja, sie sollen getröstet werden”     | 3:39    |
| 3. | „Selig sind die Sanfmütigen. Ja, sie werden einst die Erde erben”     | 2:30    |
| 4. | „Selig sind, die da reinen Herzens sind. Ja, sie sollen Gott schauen” | 2:33    |
| 5. | „Ja, sie sollen Gottes Kinder heissen. Agnus Dei, Agnus Dei”          | 2:39    |
|    |                                                                       | 14:31   |

Wydanie CD (SPV Recordings 2004) – utwór dodatkowy:
| Nr | Tytuł utworu | Długość |
| -- | ------------ | ------- |
| 1. | „Be in Love” | 4:59    |
|    |              | 4:59    |

## Twórcy
Opracowano na podstawie materiału źródłowego.
Muzycy:
- Florian Fricke – fortepian, klawesyn, śpiew
- Robert Eliscu – obój
- Daniel Fichelscher – gitara elektryczna, perkusja, kongi
- Conny Veit – gitara elektryczna, gitara dwunastostrunowa
- Klaus Wiese – tambura

Produkcja:
- Reinhardt Langowski, Popol Vuh - produkcja muzyczna
- Dieter Dierks – inżynieria dźwięku
- Ingo Trauer, Richard J. Rudow – oprawa graficzna